# Richard Sylbert
Richard Sylbert (Brooklyn, 16 aprile 1928 – Los Angeles, 23 marzo 2002) è stato uno scenografo statunitense.

## Biografia
Fratello gemello di Paul Sylbert, iniziò la carriera agli albori della televisione, negli anni Cinquanta. Il primo film a cui prese parte fu I giganti uccidono (1956). Successivamente collaborò con Roman Polański, Elia Kazan, Mike Nichols, Warren Beatty, Brian De Palma e altri registi. Nel 1975 subentrò a Robert Evans come capo-produzione della Paramount Pictures.
Nel corso della sua carriera prese parte a circa cinquanta film, ricevendo due volte il premio Oscar alla migliore scenografia: nel 1967 per Chi ha paura di Virginia Woolf? e nel 1991 per Dick Tracy. Ottenne altre quattro volte la candidatura all'Oscar nella stessa categoria: nel 1975, nel 1976, nel 1982 e nel 1985. Nel 1991 vinse il Premio BAFTA.
Nel 1978 sposò la poetessa Sharmagne Leland-St. John. Morì all'età di 73 anni in California.

## Filmografia parziale
- Baby Doll - La bambola viva (Baby Doll), regia di Elia Kazan (1956)
- Nel fango della periferia (Edge of the City), regia di Martin Ritt (1957)
- Un volto nella folla (A Face in the Crowd), regia di Elia Kazan (1957)
- Il paradiso dei barbari (Wind Across the Everglades), regia di Nicholas Ray (1958)
- Pelle di serpente (The Fugitive Kind), regia di Sidney Lumet (1960)
- Sindacato assassini (Murder Inc.), regia di Burt Balaban e Stuart Rosenberg (1960)
- Splendore nell'erba (Splendor in the Grass), regia di Elia Kazan (1961)
- Va e uccidi (The Manchurian Candidate), regia di John Frankenheimer (1962)
- Il lungo viaggio verso la notte (Long Day's Journey Into Night), regia di Sidney Lumet (1962)
- L'uomo del banco dei pegni (The Pawnbroker), regia di Sidney Lumet (1964)
- Lilith - La dea dell'amore (Lilith), regia di Robert Rossen (1964)
- Come uccidere vostra moglie (How to Murder Your Wife), regia di Richard Quine (1965)
- Chi ha paura di Virginia Woolf? (Who's Afraid of Virginia Woolf?), regia di Mike Nichols (1966)
- Grand Prix, regia di John Frankenheimer (1966)
- Il laureato (The Graduate), regia di Mike Nichols (1967)
- Rosemary's Baby - Nastro rosso a New York (Rosemary's Baby), regia di Roman Polański (1968)
- Comma 22 (Catch-22), regia di Mike Nichols (1970)
- Conoscenza carnale (Carnal Knowledge), regia di Mike Nichols (1971)
- Il rompicuori (The Heartbreak Kid), regia di Elaine May (1972)
- Il giorno del delfino (The Day of the Dolphin), regia di Mike Nichols (1973)
- Chinatown, regia di Roman Polański (1974)
- Shampoo, regia di Hal Ashby (1975)
- Due uomini e una dote (The Fortune), regia di Mike Nichols (1975)
- Reds, regia di Warren Beatty (1981)
- Frances, regia di Graeme Clifford (1982)
- All'ultimo respiro (Breathless), regia di Jim McBride (1983)
- Cotton Club (The Cotton Club), regia di Francis Ford Coppola (1984)
- Sulle tracce dell'assassino (Shoot to Kill), regia di Roger Spottiswoode (1988)
- Tequila Connection (Tequila Sunrise), regia di Robert Towne (1988)
- Dick Tracy, regia di Warren Beatty (1990)
- Il falò delle vanità (The Bonfire of the Vanities), regia di Brian De Palma (1990)
- Carlito's Way, regia di Brian De Palma (1993)
- Scomodi omicidi (Mulholland Falls), regia di Lee Tamahori (1996)
- Blood & Wine, regia di Bob Rafelson (1996)
- Il matrimonio del mio migliore amico (My Best Friend's Wedding), regia di P. J. Hogan (1997)
- 24 ore (Trapped), regia di Luis Mandoki (2002)